# Raciszyn
Raciszyn – wieś w Polsce położona w województwie łódzkim, w powiecie pajęczańskim, w gminie Działoszyn.
| SIMC    | Nazwa    | Rodzaj    |
| ------- | -------- | --------- |
| 0703300 | Gołębica | część wsi |
| 0703316 | Olendry  | część wsi |
| 0703322 | Piaski   | część wsi |

W Raciszynie droga krajowa nr 42 krzyżuje się z drogą wojewódzką nr 491.
W latach 1954-1972 wieś był siedzibą gromady Raciszyn. W latach 1975–1998 miejscowość administracyjnie należała do województwa sieradzkiego.
W Raciszynie istnieje bloczne złoże trawertynu nazywanego raciszyńskim.